# سرو صحراوي
السرو الصحراوي نوع نباتي شجري نادر ينتمي إلى جنس السرو من الفصيلة السروية . يتمثل في كون حبة اللقاح ثنائية الصيغة الصبغية وبالتالي فإن الجنين يتكون دون تدخل البويضة ، ويصبح دور النبات المؤنث منحصرا فقط في حمل الجنين .

## الانتشار
موطنه منطقة طاسيلي ناجر في عمق الصحراء الكبرى في جنوب شرق الجزائر. ; لا نجده إلّا في الطاسيلي يعتبر الفريد من نوعه عند كل أفراد المملكة النباتية .